# イネギョル
イネギョル（İnegöl）は、トルコ共和国のブルサ県に属する都市。

## 概要
2011年時点で人口が287,000人であり、トルコ共和国の家具産業の中心地の一つでもある。食に関してはキョフテ（ミートボールのような食べ物）が著名であり、これはバルカン戦争中にボスニア人の移民が持ち込んだチェヴァプチチを起源とする。
近隣のブルサやエスキシェヒルと比べると賑わいにはかなりの落差があるが、1 - 2日程度の滞在には十分な観光資源があり、近隣の自然に関してはよく保存されているため、長期の滞在にも向いている。 
主な観光はイネギョル市立博物館と歴史的なモスクである。
近隣にはオイラト（オイラト温泉やオイラト洞窟などで健康リゾートとして著名）や、冬にはスキーで賑わうウルダーなどがある。